# Vicente Piedrahíta
Vicente Piedrahíta Carbo (Daule, el 5 de abril de 1834 - Hacienda «La Palestina», en territorios del actual cantón Palestina, 4 de septiembre de 1878) fue un poeta, orador, político, estadista, jurisconsulto y diplomático ecuatoriano.

## Biografía
Fueron sus padres el coronel granadino José María Piedrahíta y doña Juana Carbo y Noboa, hermana de Pedro Carbo y Noboa. 
Estudió en Guayaquil sus primeras letras, y en Quito sus estudios secundarios y superiores; obtuvo el título de doctor en jurisprudencia en la Universidad Central del Ecuador. Desde muy joven se hizo conocer como uno de los hombres más talentosos de su tiempo, fue poeta, orador, estadista, jurisconsulto y diplomático, Ocupó algunos cargos públicos.
Hijos: Con su esposa señora Julia Isabel Bohorquez Segura, tuvo a sus hijos Eva Avelina y Natividad Concepción, de la unión con Baudilia Romero nacieron Vicente Clemente, Máximo y Enriqueta, También con una dama de apellido Litardo tuvo a Julio y Rosa Elena.
A los veintiún años publicó su obra “Estudio Relativo al Estado Social y Político del Ecuador y los medios de Mejorarlos”.

### Vida política
En 1860 fue designado Embajador del Ecuador en Chile.
En el año de 1862 el Dr. Gabriel García Moreno lo nombra Gobernador de la Provincia del Guayas. En julio de 1864, Es enviado a Chile como Ministro Plenipotenciario y en octubre del mismo año pasa al Perú con idénticas funciones.
Cabe indicar que el Dr. Vicente Piedrahíta fundó en Guayaquil los periódicos “La Paz” y “El Constitucional”, que sostenían las candidaturas presidenciales de Diego Noboa y Manuel de Ascazubi y Matheu.
Fue candidato a la presidencia de la república en 1875; luego de esto el Dr. Vicente Piedrahíta resuelve retirarse a la vida privada en su hacienda «La Palestina», a la orilla izquierda del río Daule (en territorios del actual cantón Palestina). Nuevamente fue candidateado a la presidencia, en el año de 1878, poco antes de su muerte.

## Fallecimiento
El 4 de septiembre de 1878, aproximadamente a las ocho de la noche, al llegar a su casa de hacienda, en el instante de tomar las escaleras para subir a sus habitaciones "cayó herido mortalmente por un balazo disparado en la sombra".
Sus restos se encuentran sepultados bajo uno de los altares de la iglesia matriz de Daule.